# Frances Cleveland

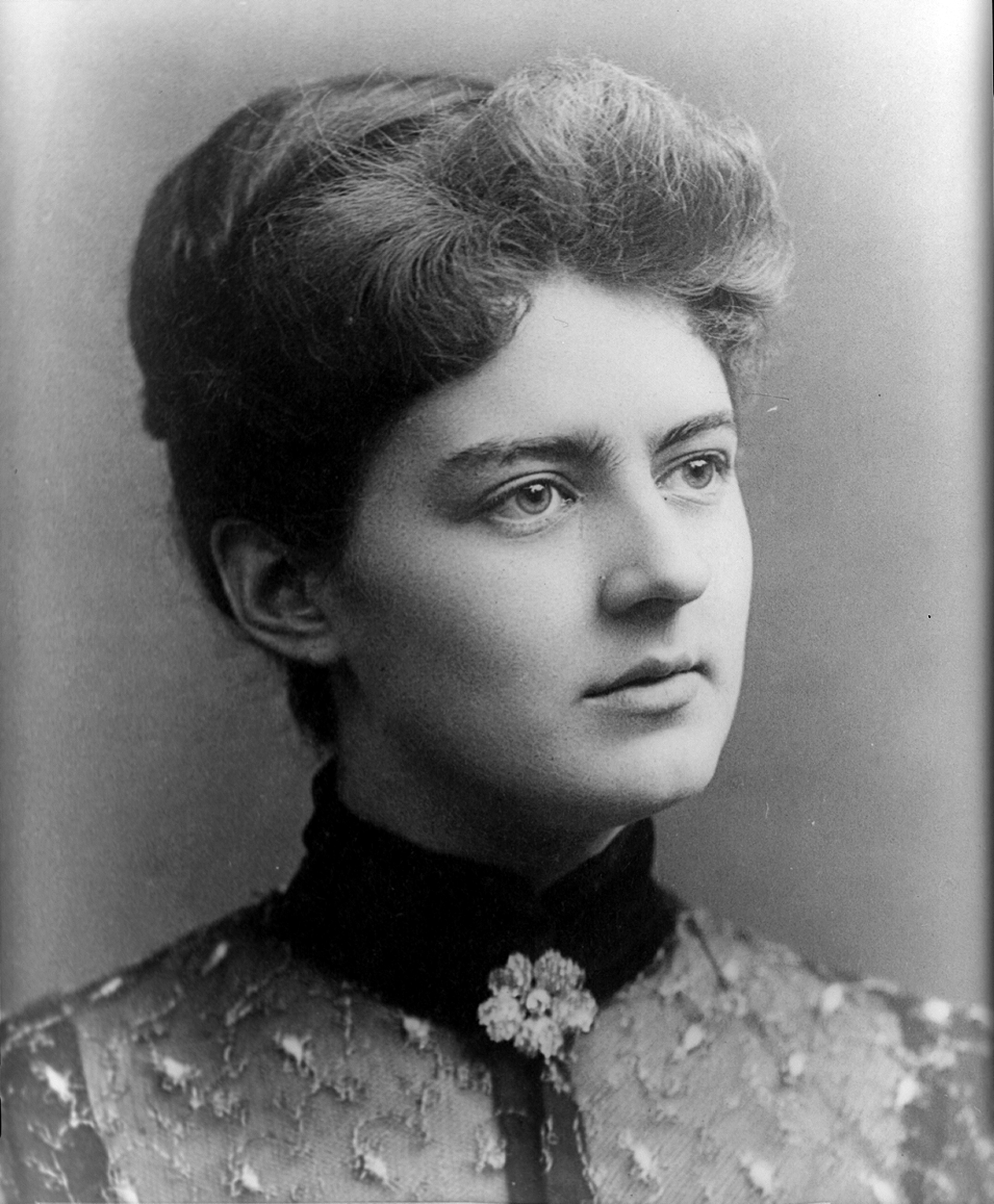
Frances Cleveland (etwa 1886)

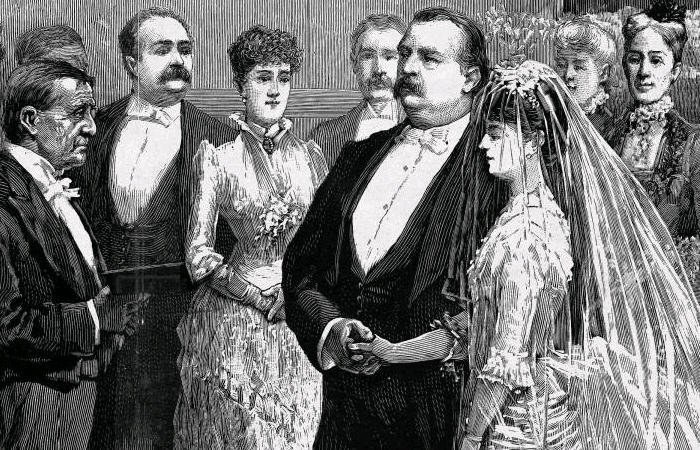
Hochzeit von Frances Folsom und Grover Cleveland 1886

Frances Cleveland (* 21. Juli 1864 in Buffalo, New York als Frank Clara Folsom; † 29. Oktober 1947) war als Ehefrau des amerikanischen Präsidenten Grover Cleveland die First Lady der Vereinigten Staaten.

## Leben
Sie war das einzige Kind von Emma Cornelia Harmon und Oscar Folsom, die mit Grover Cleveland befreundet waren. Frances studierte am Wells College. Am 2. Juni 1886 wurde im Weißen Haus die bislang einzige Hochzeit eines amtierenden Präsidenten gefeiert, als Präsident Grover Cleveland und Frances Folsom heirateten. Bis dahin war Rose Cleveland, Grovers Schwester, die First Lady gewesen. Sie trat das Amt an Frances ab. Mit 21 Jahren bei ihrem Amtsantritt ist Frances Cleveland die jüngste First Lady der USA.
Als First Lady gab Frances zwei Empfänge pro Woche. Nach dem Ende der ersten Amtsperiode lebte das Paar in New York City. Dort wurde ihr erstes Kind geboren. Insgesamt hatte das Paar fünf Kinder:
- Ruth Cleveland (1891–1904)
- Esther Cleveland (1893–1980)
- Marion Cleveland (1895–1977)
- Richard Folsom Cleveland (1897–1974)
- Francis Grover Cleveland (1903–1995).

Als ihr Mann 1888 die Wahl gegen Benjamin Harrison verlor, erwies sich Frances Cleveland als weitsichtige Politikerfrau. Man solle im Weißen Haus nichts umräumen, sagte sie dem Personal, in vier Jahren sei man wieder zurück. Und in der Tat: Nachdem Grover 1892 ein zweites Mal zum Präsidenten gewählt worden war, zog das Paar wieder ins Weiße Haus ein.
Nach dem Ende dieser Amtsperiode lebte das Paar in Princeton (New Jersey). Dort kamen zwei Söhne zur Welt. Grover starb 1908. Fünf Jahre später heiratete Frances ein zweites Mal. Ihr zweiter Mann war Thomas J. Preston, Jr., ein Professor für Archäologie.
Sie überlebte das Ende der Amtszeit ihres Mannes um mehr als 50 Jahre – länger als jede andere First Lady vor oder nach ihr.